# الغائب دراسة في مقامات الحريري
الغائب في مقامات الحريري كتاب نقدي صدر سنة 1987 للكاتب المغربي عبد الفتاح كيليطو الحاصل علىعلى جائزة الملك فيصل العالمية في اللغة العربية والأدب عام 2023، يندرج ضمن الدراسات الأدبية المهتمة بتحليل نصوص التراث العربي من منظور حديث. يتناول الكتاب مقامات الحريري بالتحليل، مع التركيز على العناصر غير المعلنة أو المُضمرة في البنية السردية

## المحتوى
تبدأ فصول الكتاب بـ مقدمة تمهّد لموضوعاته وتحدد الإطار العام الذي ستتحرك فيه القراءة.
يتضمن القسم الأول سبعة محاور رئيسية، تبدأ بـ "العنوان والثريا"، ثم "الاستهواء"، يليه "عودة الهلال"، وبعده "الخلابة"، ثم "إبراهيم وضيفه"، و"السراج"، وأخيرًا "الوارث الشقي".
أما القسم الثاني فيضم تسعة محاور، وهي: "الرغبة في السرد"، و"أبو العجب وابن السبيل"، و"إبراهيم وولده"، ثم "النسب"، و"الترقيش"، و"قوة السرد"، يليه "قرن الغزالة"، ثم "السرد والسراب"، ويختتم بـ "الرواية والإسناد".
تلي ذلك خاتمة تُنهي الكتاب.

## الاقتباسات
- «المقامة لا تروي كل شيء، بل توحي بما لا يُقال.»
- «الراوي هو من يحتكر الكلام، لكن المتلقي هو من يعيد بناء المعنى.»
- «ما يُغيَّب في المقامة أحيانًا أهم مما يُقال فيها.[4]»

1. ↑  "عبد الفتاح كيليطو والتّراث العربي - مجلة أوكسجين الثقافية" (بالإنجليزية الأمريكية). 29 Apr 2024. Archived from the original on 2025-02-06. Retrieved 2025-07-06.
2. ↑  "مؤسسة سلطان بن علي العويس الثقافية - عبد الفتاح كيليطو". www.alowaisnet.org. مؤرشف من الأصل في 2014-10-18. اطلع عليه بتاريخ 2025-07-06.
3. ↑  التحرير، هيئة (4 يناير 2023). "الروائي والناقد المغربي عبد الفتاح كيليطو يتوج بجائزة الملك فيصل للغة العربية والأدب". 24 ساعة. اطلع عليه بتاريخ 2025-07-06.
4. 1 2 3  عبد الفتاح كيليطو (2007). الغائب دراسة في مقامة الحريري. دار توبقال للنشر. ISBN:9954496106.
5. ↑  "الغائب: دراسة في مقامة للحريري". Goodreads (بالإنجليزية). Archived from the original on 2024-12-23. Retrieved 2025-07-06.